# Ян I Ольбрахт
Ян I Ольбрахт (пол. Jan I Olbracht, Albrecht, 27 грудня 1459 — 17 червня 1501) — польський король, глогувський князь (1491–1498), третій син Казимира IV Ягеллончика та Єлизавети Габсбург (пол. Elżbieta Rakuszanka) з династії Габсбургів. Нащадок королів Русі Данила та Юрія І.

## Ім'я
- Іоанн І Альбрехт — офіційне ім'я у документах. Очевидно ім'я отримав на честь свого діда Альбрехта II.
- Ян I Ольбрахт — полонізована форма імені.

## Титул
Повний титул польською: Z Bożej łaski król Polski, ziemi krakowskiej, sandomierskiej, łęczyckiej, sieradzkiej, Kujaw, najwyższy książę Litwy, pan i dziedzic Rusi, Prus, Chelmna, Elbląga i Pomorza.
Українською: Божою Ласкою король Польщі, землі Краківської, Сандомирської, Сєрадської, Ленчицької, Куявської, Великий князь Литовський, Володар і спадкоємець Русі, Прусії, Хелмна, Ельблонга та Помор'я.

## Біографія
Починаючи 1467 роком здобував освіту під керівництвом Яна Длугоша, відомого історика, дипломата і духівника. Іншим — головним — його вихователем був Ф. Каллімах. В найближчому оточенні перебували молоді Шидловецькі: Станіслав, Кшиштоф, Якуб, Пйотр, Миколай.
1485 року переміг загони татар під Теребовлею, Копистирином, керував обороною Руського воєводства з допомогою Спитка Ярославського, Якуба Бучацького. Як наслідний принц відзначився під Копистирином в 1487.
У 1490 році угорське дворянство проголосило Яна королем Угорщини. Він був, проте, переможений братом, королем Богемії та Угорщини Владиславом II.
У 1492 році Ян успадкував від свого батька титул короля Польщі. 23 вересня 1492 року Ян був коронований у Кракові.
Для підтримки антиосманської політики надав магнатам і шляхті привілеї на Сеймі в Пйотркові 1496 року.
На конференції у Левочі (нім. Leutschau) (Спіш, 1494) були узгодженні деталі походу проти Туреччини між королями Польщі і Угорщини, а також князем-виборцем (курфюрстом) Бранденбургу Фредеріком II, із кооперацією Господаря Молдавії Стефана III, який звернувся до Яна за допомогою. Через напад татар на південь Великого князівства Литовського, епідемію хвороб у Пруссії, Руському воєводстві експедиція було відкладено.
У ході 1496 року Ян зібрав 80-тисячну армію в Польщі, й готувався до походу, коли відбулося раптове вторгнення господаря Молдавії у Галичину. Господаря Молдавії Стефана, очевидно ввели в оману повідомлення з Угорщини що Ян має намір посадити свого молодшого брата Сигізмунда I Старого на троні Молдавії. 1497 Янове військо обложило Сучаву, потім зазнало великої поразки біля Козміна на Буковині. Молдавський господар Штефан III за допомогою волохів (васалів Туреччини) 1498 року зробив відплатний наїзд на Поділля і Східну Галичину, пограбував ці землі і спалив Теребовлю, Бучач, Підгайці, Галич.
1499 року було укладено Краківсько-Віленську унію, якою до 1501 року було відновлено польсько-литовську унію у формі підтвердження Городельської унії 1413 року.
Ян I Ольбрахт помер 17 червня 1501 року в Торуні і був похований в одній з правобічних каплиць Кракові. Було виготовлено його ренесансовий надгробок Франческо Флорентійцем. Був неодруженим, не мав нащадків.